# Milton (förnamn)
Milton är ett engelskt namn som också används som ortnamn. Namnet kommer från orden mill (kvarn) och town (by). 
I den finlandssvenska namnsdagslängden har Milton namnsdag 14 juni sedan 2015.

## Personer med förnamnet Milton
- Milton Babbitt (1916–2011), amerikansk tonsättare
- Milton Berle (1908–2002), amerikansk komiker och TV-kändis
- Milton Campbell (född 1976), amerikansk löpare
- Milton Erickson (1901–1980), amerikansk psykiater
- Milton Friedman (1912–2006), amerikansk nationalekonom
- Milton Jackson (1923–1999), amerikansk jazzvibrafonist, mera känd som Milt Jackson
- Milton Latham (1827–1882), amerikansk guvernör, California
- Milton Obote (1924–2005), ugandisk premiärminister och president
- Milton M. Propper (1906–1962), amerikanska kriminalförfattare
- Milton Young (1897–1983), amerikansk senator, republikan, North Dakota